# جون غراي (كاتب أمريكي)
جون غراي (بالإنجليزية: John Gray)‏ هو كاتب وكاتب سيناريو ومخرج أمريكي، ولد في 1958 في Bay Ridge, Brooklyn ‏ في الولايات المتحدة.

## وصلات خارجية
- جون غراي على موقع IMDb (الإنجليزية)
- جون غراي على موقع ألو سيني (الفرنسية)
- جون غراي على موقع بوكس أوفيس موجو (الإنجليزية)
- جون غراي على موقع قاعدة بيانات الأفلام السويدية (السويدية)
- جون غراي على موقع إن إن دي بي (الإنجليزية)
- جون غراي على موقع قاعدة بيانات الفيلم (الإنجليزية)
- جون غراي على موقع كينوبويسك (الروسية)
- جون غراي على موقع كينوبويسك (الروسية)